# Campo-Formio (metropolitana di Parigi)
Campo-Formio è una stazione della metropolitana di Parigi sulla linea 5, sita nel XIII arrondissement.

## La stazione
La stazione è stata aperta nel 1906 ed il suo nome ricorda la città italiana di Campoformido, in Friuli (che all'epoca si chiamava Campo-Formio), che ha dato il nome al trattato fra l'Impero austriaco e Napoleone Bonaparte firmato nel 1797.
Nell'estate del 2007, la stazione è stata capolinea della linea 5 in seguito alla chiusura, per lavori, della stazione Place d'Italie.

## Interconnessioni
- Bus RATP - 57, 67